# Mary Quant

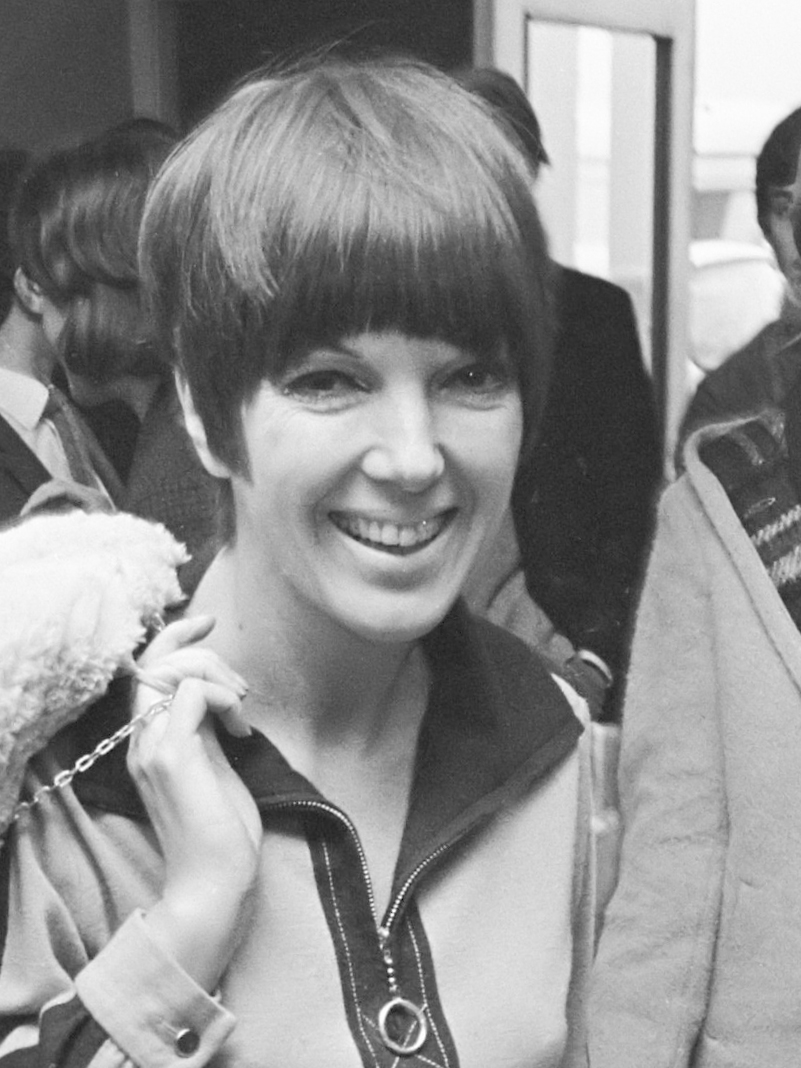
Mary Quant (1966)

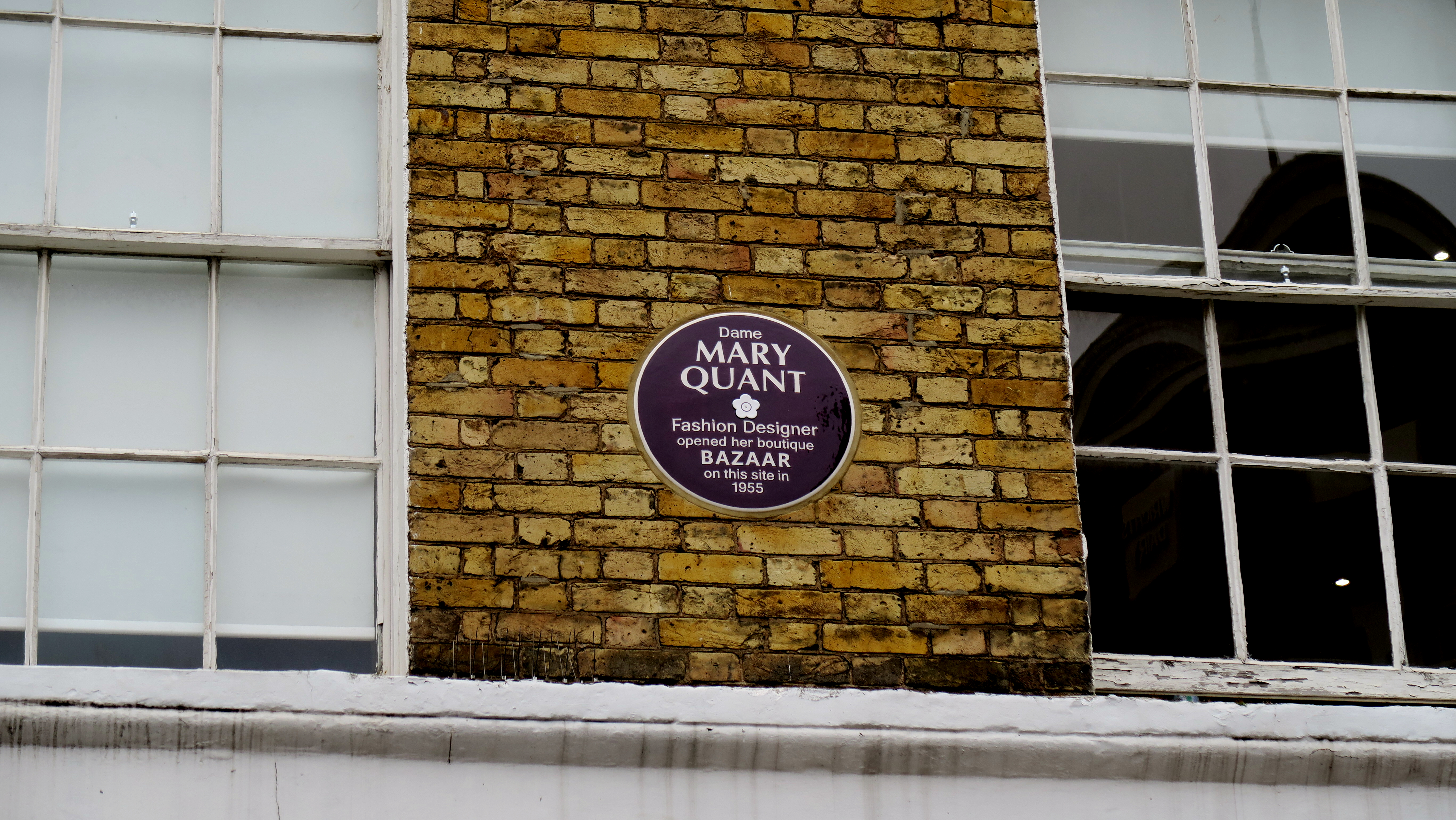
Chelsea (Londen): herinneringsplaquette op de gevel van 138 King's Road.

Dame Barbara Mary Quant (Blackheath (Londen), 11 februari 1930 – Surrey, 13 april 2023) was een Brits modeontwerpster. Vooral in de jaren zestig had ze op het modebeeld een grote invloed die de grenzen van Engeland ver te buiten ging. Ze werd het bekendst als een van de uitvinders en promotor van de minirok en de hotpants.

## Carrière
Van jongs af was Mary Quant geïnteresseerd in kleding: toen ze nog in Blackheath op school zat verkortte ze zelf de rokken van haar uniformen. Haar ouders, afkomstig uit Wales, waren leraren in Londen en wilden niet dat hun dochter de modewereld in zou gaan. Daarom studeerde ze aan de opleiding tot illustrator en tekenlerares aan Goldsmiths College van de University of Londen. Pas na haar afstuderen in 1953 ging ze aan de slag in de mode. In 1955 opende ze een vernieuwende modezaak Bazaar aan 138 King's Road in Chelsea (Londen), samen met Alexander Plunket Greene, die in de kelder van datzelfde pand Alexander's Restaurant uitbaatte en met wie ze twee jaar later trouwde.
Na een positieve reactie op haar zelfontworpen "gekke huispyjama" voor de opening, en ontevreden over de kleding die ze kon kopen, besloot ze haar eigen kledinglijn te beginnen. Ze begon alleen, maar had al snel een handvol mensen in dienst die haar ongewone, speelse kleding maakten. Met haar ontwerpen maakte ze komaf met saaie, klassieke kledij en bood ze kleurrijke, eenvoudige en betaalbare kleding voor jonge vrouwen, waar daar voorheen geen aparte markt voor was. Het was haar doel mode herkenbaar en toegankelijk te maken.
Haar rokken werden sinds 1958 steeds korter, een ontwikkeling die ze zag als positief en bevrijdend zodat vrouwen naar de bus konden rennen. De minirok waar ze het beroemdst door werd was een van de belangrijkste mode-elementen van de jaren zestig. Het idee van de minirok was op hetzelfde moment echter ook ontwikkeld door André Courrèges, waardoor onduidelijkheid bestaat over de vraag wie hem nu uiteindelijk bedacht had. Quant wordt daarnaast ook gezien als de uitvinder van de gekleurde en met rijke patronen versierde panty's, die veel bij het korte kledingstuk gedragen werden. De ontwikkeling hiervan wordt echter ook wel toegeschreven aan Cristóbal Balenciaga.
Mary Quant was hoe dan ook een van degenen die deze twee kledingstukken erg populair maakten, ongeacht of ze ze ook zelf heeft uitgevonden. Dit kwam mede doordat Bazaar een populaire winkel was voor de "Chelsea girls" van de Swinging Sixties. In 1961 opende ze een tweede winkel in Knightsbridge, en vanaf 1963 exporteerde ze naar de Verenigde Staten. Om de vraag aan te kunnen richtte ze de Ginger Group op, die haar kleding in massaproductie nam. Quants populariteit piekte in het midden van de jaren zestig, toen ze de wel erg korte micro-minirok, speelse pantalons, "verfdoos"-make-up en plastic regenjassen produceerde. Ook qua haar en make-up zette zij de trend met het typische bobkapsel, ontleend aan Vidal Sassoon, en dik aangezette mascara op wimpers. Ze werd omschreven als de grootste mode-invloed buiten Parijs.
Aan het eind van de jaren zestig bracht ze haar laatste grote mode-ontwikkeling uit, de hotpants. In de jaren erna concentreerde ze zich op huishoudelijke artikelen en make-up. In 1971 begon Quant een cosmeticalijn. Sindsdien richtte ze zich voornamelijk daarop. In 1988 ontwierp ze het interieur van een speciale uitvoering van de Mini Cooper.
In 2000 trad ze af als directeur van Mary Quant Ltd., haar make-upbedrijf, nadat dit werd opgekocht door een Japans bedrijf. Er zijn meer dan tweehonderd Mary Quant Colour-winkels in Japan, waar haar mode nog steeds enige populariteit heeft. In 2009 bracht de Royal Mail een postzegel uit ter ere van Quant. Het Victoria and Albert Museum in Londen wijdde een tentoonstelling aan haar in 2019.

## Persoonlijk
Mary Quant was van 1957 tot zijn dood in 1990 getrouwd met Alexander Plunket Greene, die ook haar zakenpartner was. Hun zoon Orlando werd geboren in 1970.
Ze overleed in de ochtend van 13 april 2023 op 93-jarige leeftijd in haar huis in Surrey.

## Onderscheidingen
Mary Quant werd in 1966 lid van de Order of the Companions of Honour (CH), een Britse koninklijke onderscheiding voor haar inzet in de mode-industrie. In 2015 werd ze verheven tot Dame Commander of the Order of the British Empire (DBE). Ook was ze Fellow van de Chartered Society of Designers (FCSD) en de Royal Designers for Industry (RDI).

## Ontwerpen

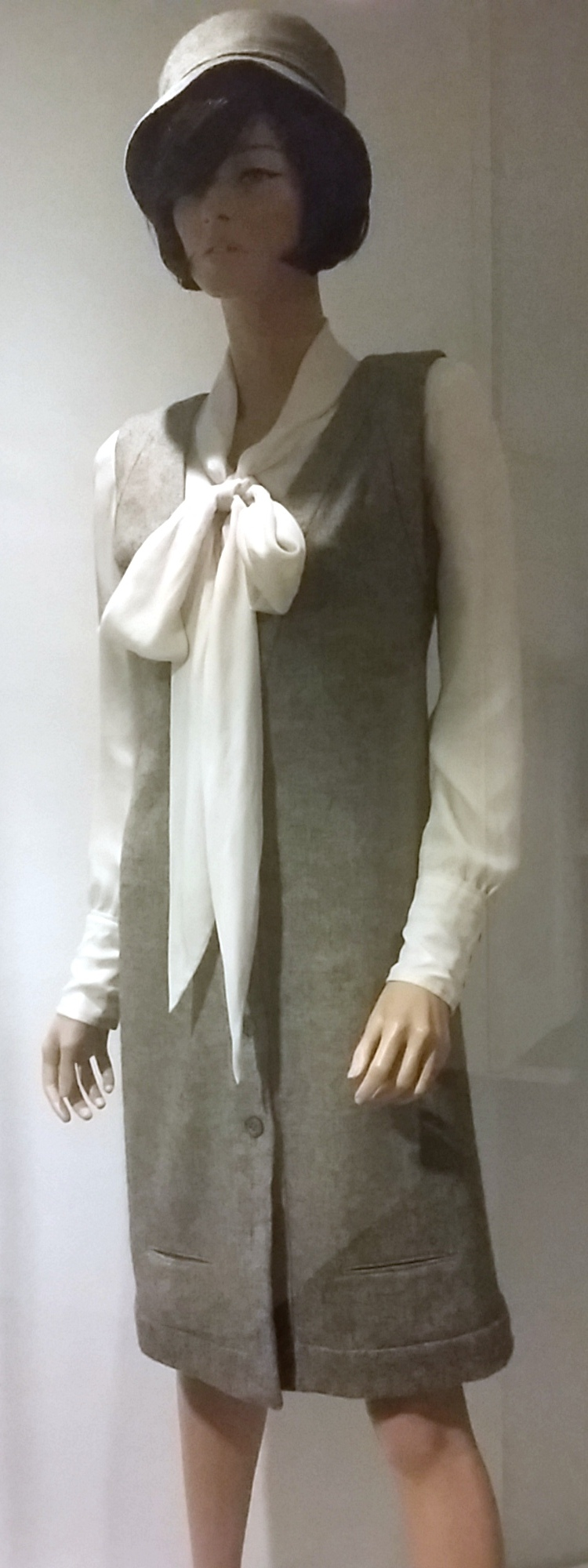
Dress of the Year 1963
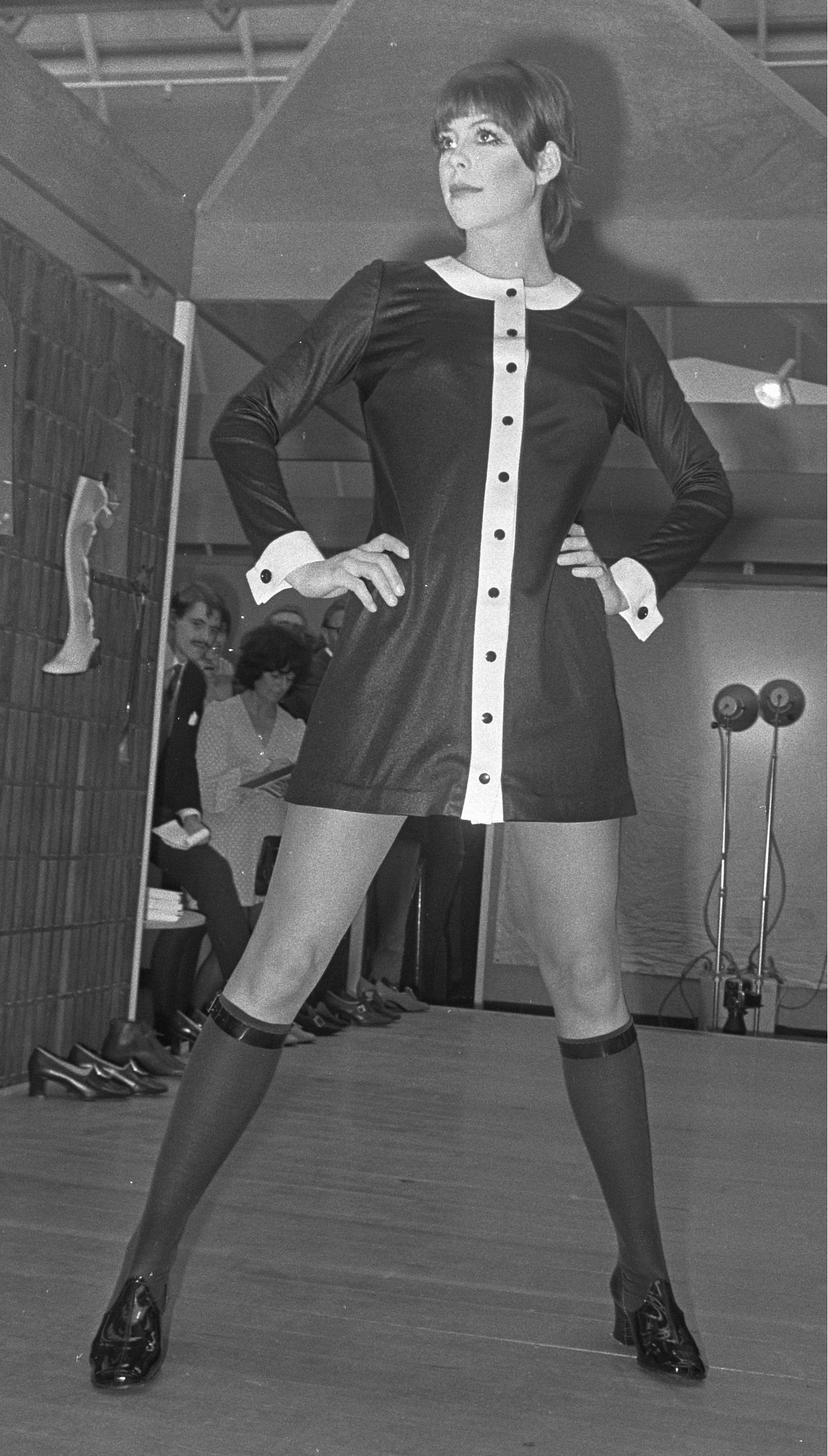
Diabolo minidress, 1969
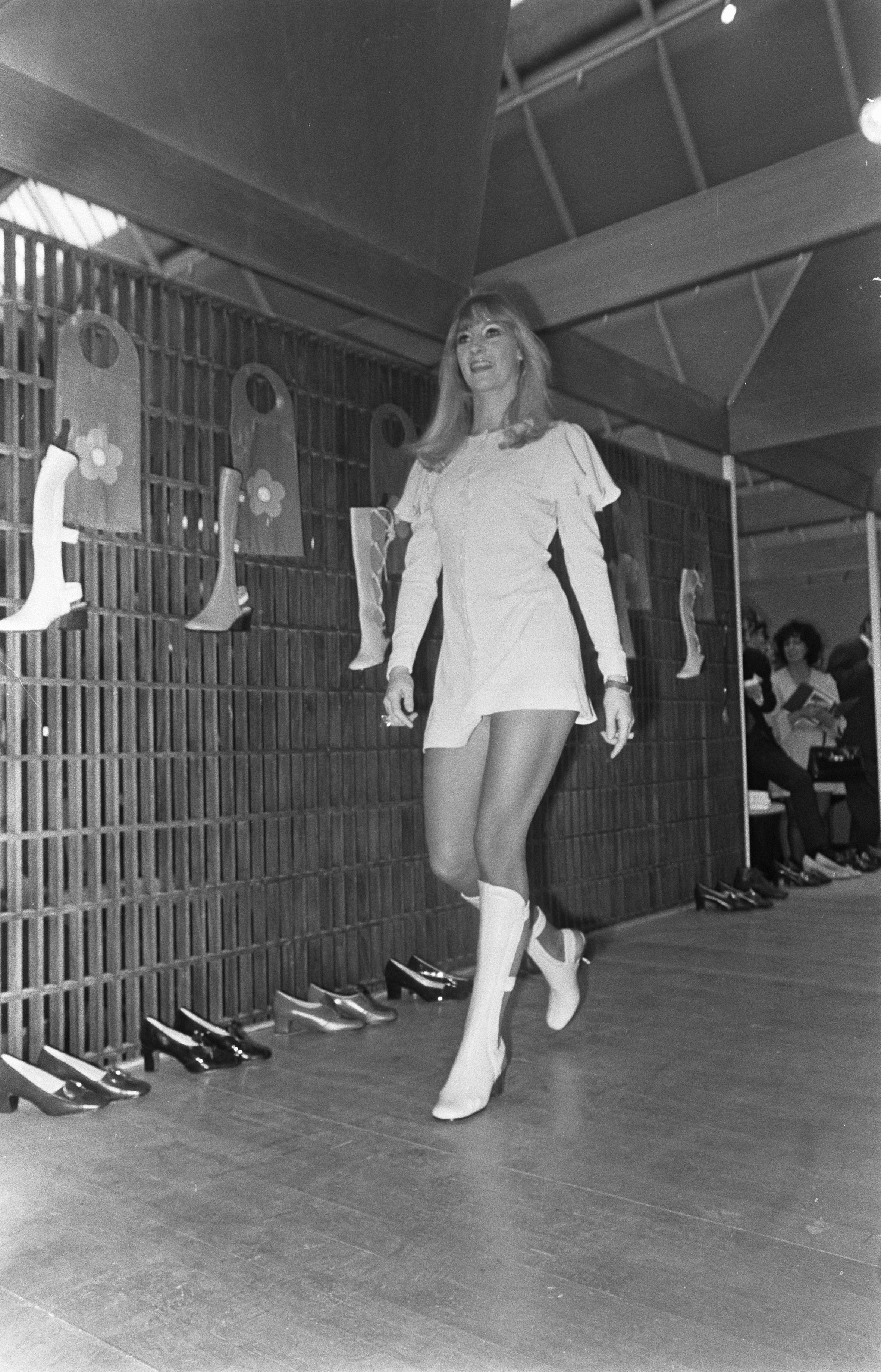
Mini-jurk en zomerlaarzen, 1969
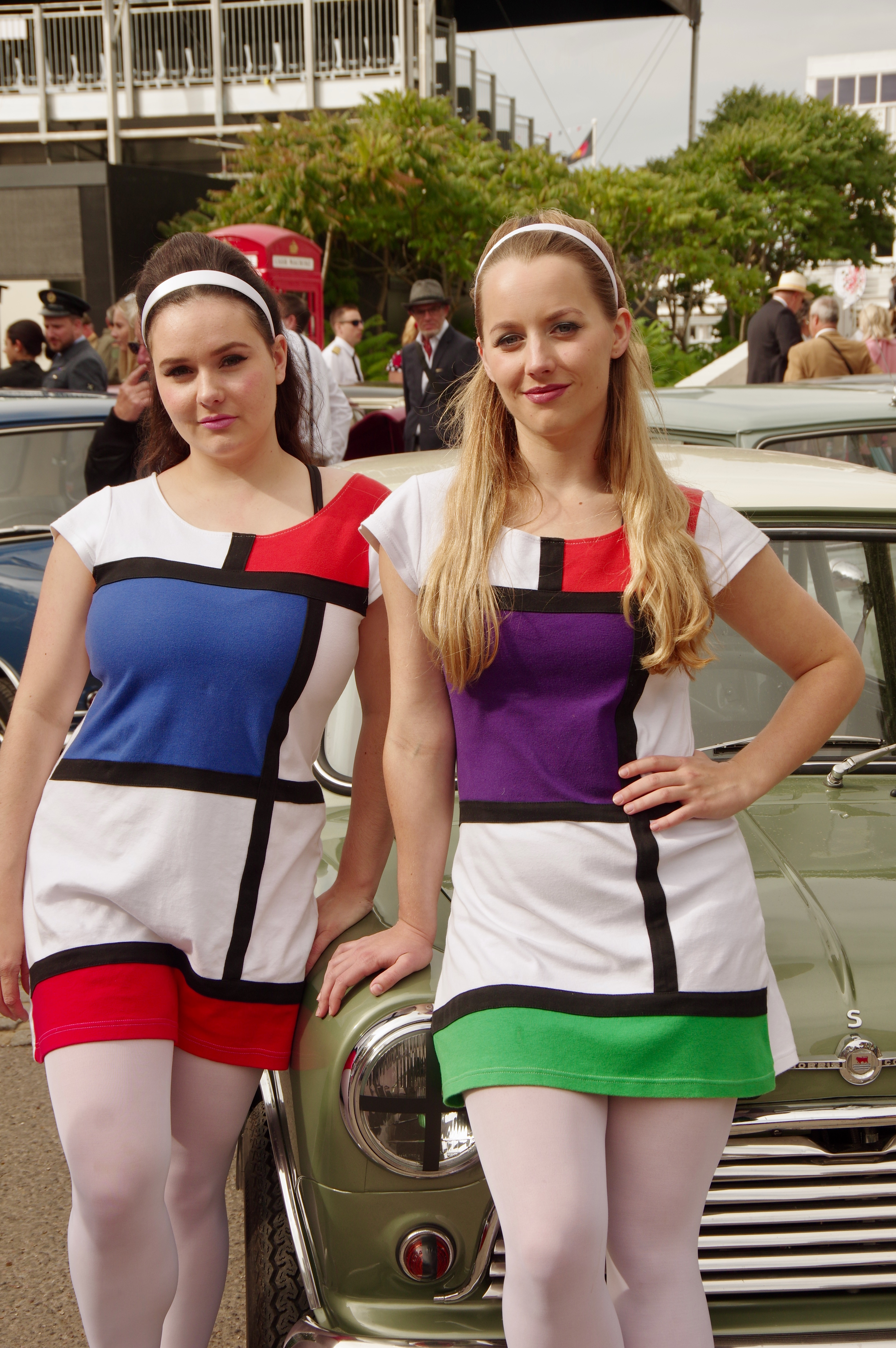
Mary Quant-kleding, jaren zestig
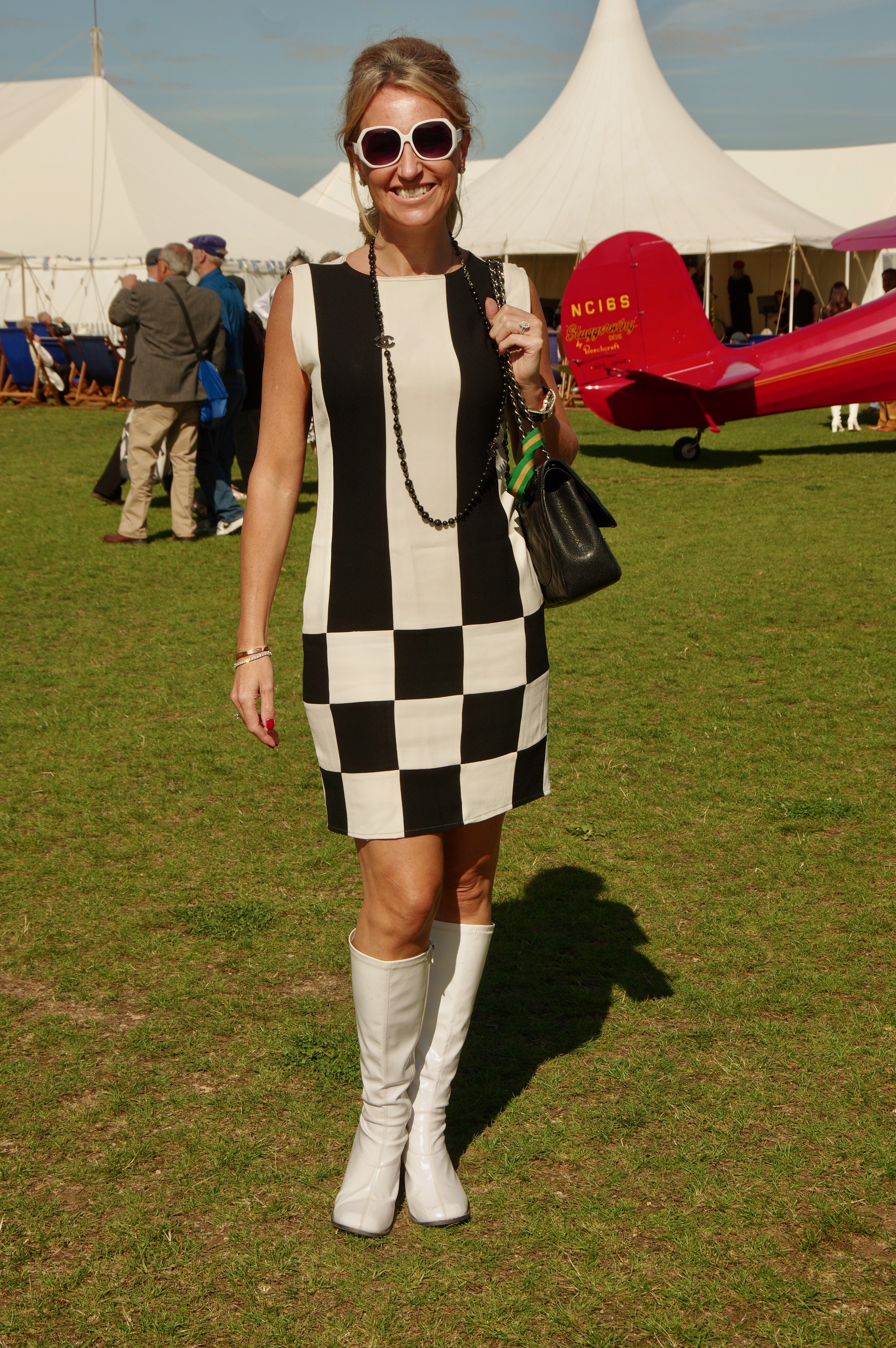
Classic Mary Quant Dress, jaren zestig
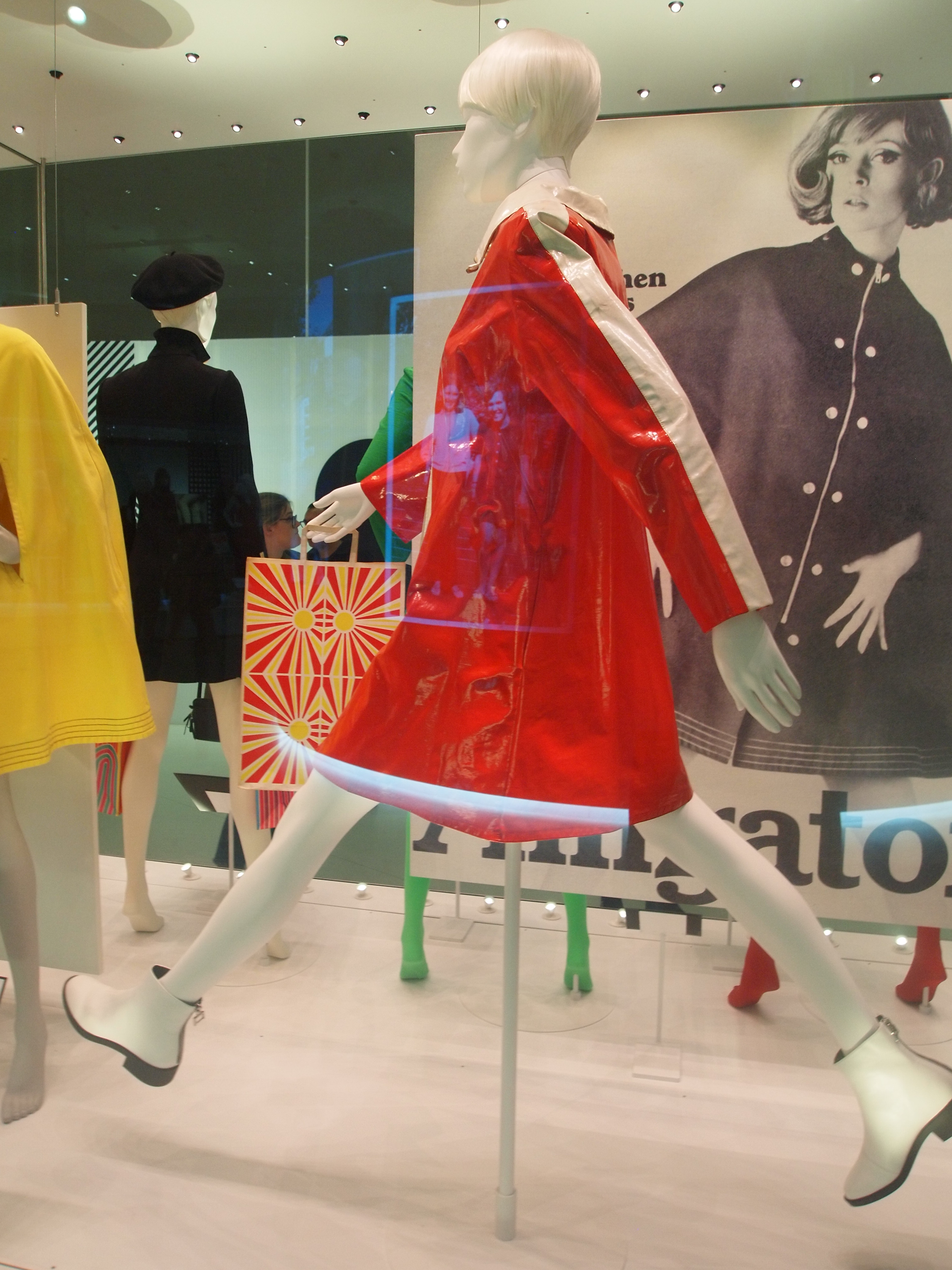
Victoria and Albert Museum, Londen

- Bibliothèque nationale de France: cb12058319n (data)
- CiNii: DA02034127
- Gemeinsame Normdatei: 1022956787
- International Standard Name Identifier: 0000 0000 7830 1074
- Library of Congress Control Number: n84162241
- Nationale Bibliotheek van Letland: 000027728
- Bibliotheek van het Japanse parlement: 00453501
- National Gallery of Victoria: 8920
- Nationale Bibliotheek van Tsjechië: xx0037101
- Nationale bibliotheek van Australië: 35437161
- Nationale Bibliotheek van Israël: 987007330341105171
- Nationale Bibliotheek van Polen: a0000001133126
- Nederlandse Thesaurus van Auteursnamen: 070976309
- RKD-Nederlands Instituut voor Kunstgeschiedenis: 254370
- SNAC: w6fn2b3n
- Système universitaire de documentation: 233790365
- Museum of New Zealand Te Papa Tongarewa: 13016
- Trove: 952569
- Union List of Artist Names: 500064258
- Virtual International Authority File: 17244015
- WorldCat: E39PBJyRxRP88Q8MVcxcVhcdcP